# Oecophora
Oecophora is een geslacht van vlinders van de familie sikkelmotten (Oecophoridae), uit de onderfamilie Oecophorinae.

## Soorten
- O. angulosella Costa, 1836
- O. arcuella Costa, 1836
- O. aspectalella Walker, 1864
- O. avellinella Costa, 1836
- O. bractella - molmboorder (Linnaeus, 1758)
- O. conjunctella Costa, 1836
- O. chapmani (Walsingham, 1903)
- O. fastuosella Costa, 1836
- O. flavocerella Costa, 1836
- O. geoffrella (Linnaeus, 1767)
- O. herculeella (Walsingham, 1903)
- O. ifranella Lucas, 1956
- O. kindermanni (Herrich-Schäffer, 1854)
- O. lineaella Costa, 1836
- O. luteolella Costa, 1836
- O. passeriniella Costa, 1836
- O. scyllaella Costa, 1836
- O. staintoniella (Zeller, 1850)
- O. superior (Rebel, 1918)
- O. terminella Walker, 1864
- O. trimaculella Costa, 1836